# Bibliotekarie

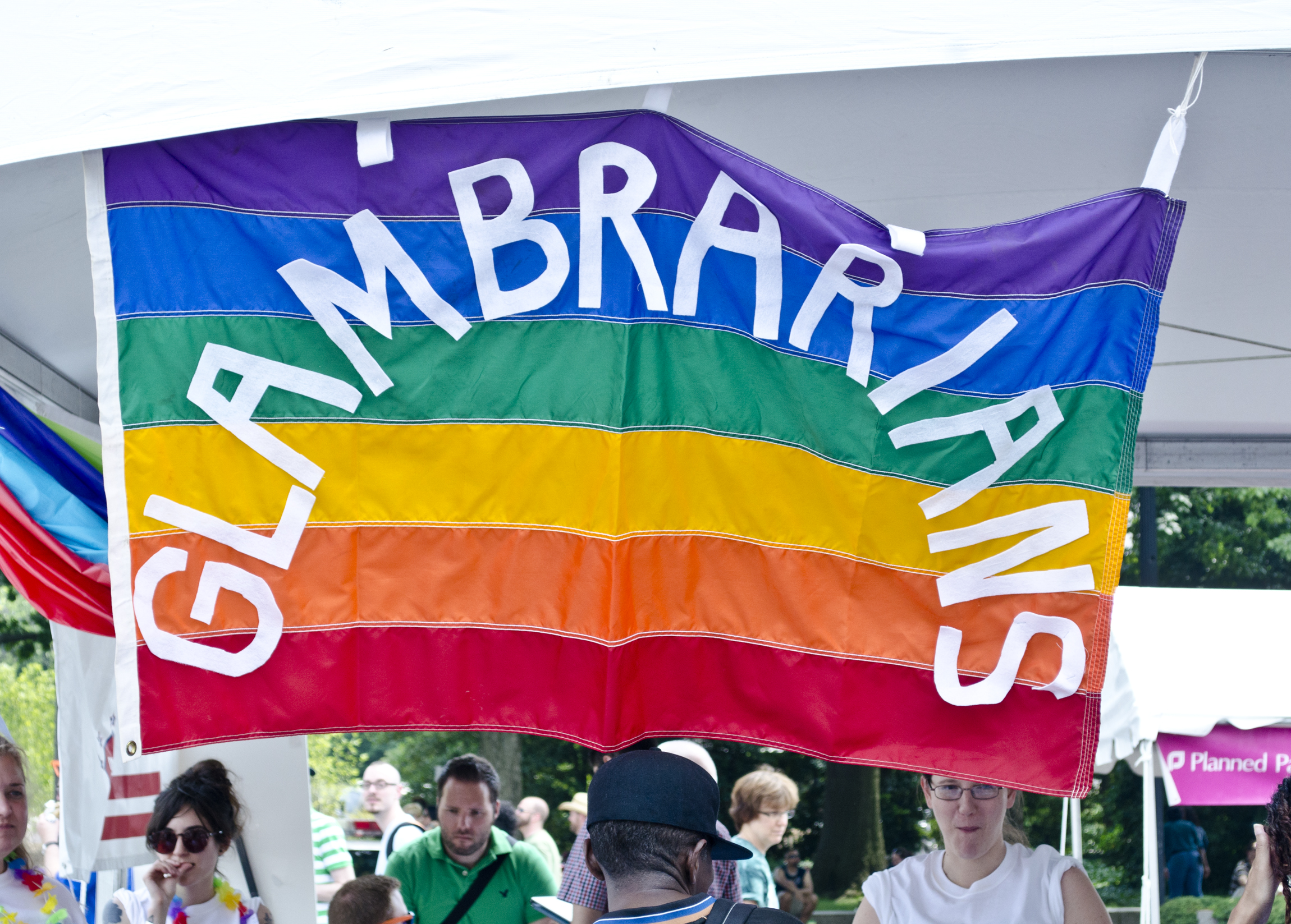
Bibliotekarier deltar i en Pridefestival i Washington.

Bibliotekarie är en yrkestitel. En bibliotekarie arbetar med att organisera tryckta och elektroniska medier, söka information, värdera olika informationskällor och förmedla information och kunskap. En bibliotekarie kan också arbeta med att främja läsning och medie- och informationskunnighet. Bibliotekarier kan till exempel jobba på folkbibliotek, skolbibliotek, universitets- och högskolebibliotek, företagsbibliotek, specialbibliotek, fängelsebibliotek eller sjukhusbibliotek. Många har en ännu mer specificerad yrkestitel, som barnbibliotekarie, IT-bibliotekarie, biblioteksutvecklare, eller informationsspecialist. Alla bibliotekarier arbetar inte heller på bibliotek, utan kan arbeta på företag med deras informationshantering.

## Utbildning
För att bli bibliotekarie krävs normalt en akademisk utbildning. Det är vanligt att man tar en kandidatexamen eller examen på avancerad nivå, det vill säga en masterexamen eller magisterexamen, men utbildning i biblioteks- och informationsvetenskap finns även som yrkesutbildning och forskarutbildning runt om i världen. Enligt den internationella biblioteksföreningen IFLA:s riktlinjer bör bibliotekarieutbildningen vara på universitetsnivå, genomföras på en institution som har rätt att utfärda examen och kunna byggas på med en forskarutbildning.
I USA krävs ofta en masterexamen från ett universitet eller högskola som har godkänts av den amerikanska biblioteksförening ALA. Många arbetsgivare kräver att man har gått någon av just dessa utbildningar, även om man kan arbeta som bibliotekarie även med annan utbildning.

### Sverige
I Sverige finns bibliotekarieutbildningar på grundnivå och avancerad nivå. Utbildningarna leder alltså till kandidat-, magister- eller masterexamen. Utbildningarna finns i Högskolan i Borås och Södertörns högskola samt på universiteten i Lund, Umeå, Uppsala och Växjö.
Bibliotekshögskolan vid Högskolan i Borås erbjuder både kandidatutbildning till bibliotekarie och masterutbildning i biblioteks- och informationsvetenskap- digitala bibliotek och informationstjänster. Masterutbildning i biblioteks- och informationsvetenskap kan i Borås även läsas på distans.
Lunds och Uppsala universitet erbjuder masterutbildningar i ABM (arkiv, bibliotek och museum) med inriktning mot biblioteks- och informationsvetenskap. Denna är på två år (120 högskolepoäng) och kan i Uppsala även läsas på distans. För att vara behörig till utbildningen måste man sedan tidigare ha en kandidatexamen i valfritt ämne.
Svenskspråkig bibliotekarieutbildning finns förutom i Sverige även i Finland, på Åbo Akademi.

## Biblioteksföreningar
Den största föreningen är Svensk biblioteksförening som bildades år 2000 genom en sammanslagning av Sveriges Allmänna Biblioteksförening och Svenska Bibliotekariesamfundet. För företagsbibliotekarier och informationsspecialister finns Svensk förening för informationsspecialister. 

## Kända bibliotekarier

### Kända bibliotekarier från Sverige
- Anders Burius (1956–2004), chef för Kungliga bibliotekets handskriftsavdelning, där han blev beryktad som den så kallade "KB-mannen" efter att ha stulit och sålt värdefulla böcker ur bibliotekets samlingar
- Annika Thor, svensk bibliotekarie och författare känd för boken En ö i havet (1996)
- Greta Renborg (1921–2005), svensk bibliotekarie som har gett namn åt Svensk biblioteksförenings Greta Renborgs pris som årligen delas ut till ett bibliotek eller en enskild som lyckats med god marknadsföring av bibliotek.
- Johannes Bureus (1568–1652), Sveriges förste riksantikvarie och riksbibliotekarie samt den förste att nedteckna runalfabetet.

### Kända bibliotekarier från övriga världen
- Audre Lorde (1934–1992), amerikansk poet, bibliotekarie och feminist.